# Clan Alfieri
(Renato Golia, procuratore generale di Napoli)
Il clan Alfieri è stato un sodalizio camorristico operante nella periferia nord-est di Napoli, più precisamente nell'area dei comuni di Saviano e Nola, avente roccaforte a Piazzolla di Nola, frazione dell'omonimo comune, e posto al vertice di una struttura composta da una confederazione di clan localizzati sul territorio campano.

## Storia
Il sodalizio tra i due fratelli Alfieri, Salvatore e Carmine, nasce nel 1953, il giorno dell'uccisione del padre da parte di Tore Notaro. Quel giorno i due fratelli giurano vendetta e tre anni dopo, nel 1956, Salvatore Alfieri ucciderà l'assassino di suo padre nel circolo sociale di Saviano.

### Nuova Famiglia
Tra il 1979 ed il 1981 si ha una confederazione di clan camorristici, chiamata la Nuova Famiglia, in cui confluivano i Nuvoletta, il clan dei Casalesi con Antonio Bardellino, Umberto Ammaturo e il clan Alfieri, vicina a Cosa Nostra per contrastare la NCO di Raffaele Cutolo.
Il 26 dicembre 1981, Salvatore Alfieri, il fratello di Carmine, viene ucciso da proiettili a Pompei nel locale gestito dalla moglie. L'omicidio del fratello maggiore poi spinge Carmine, detto 'o 'Ntufato (con l'espressione sempre arrabbiata), a conquistare una posizione di predominio nell'Agro nolano. È il clan Alfieri che, durante la guerra contro la NCO di Raffaele Cutolo, offre una sponda sicura alla Nuova Famiglia in un'area geografica di dominio cutoliano. La vendetta verrà consumata con il sequestro e l'uccisione, per mano di Carmine Alfieri, di Alfonso Catapano, fratello di un importante luogotenente di Cutolo. Il 21 gennaio 1982 Cutolo rispose facendo uccidere Nino Galasso, fratello di Pasquale, fedelissimo di Alfieri. Il 16 aprile un commando di sei persone fece irruzione all'ospedale Procida di Salerno, bloccò gli agenti fuori la stanza e freddò Alfonso Rosanova, la mente della NCO. Il 29 gennaio 1983 toccò a Vincenzo Casillo, braccio destro di Cutolo, che saltò in aria con la sua auto a Roma. 
Con la morte di Casillo fu chiaro che Raffaele Cutolo aveva perso la guerra. Il suo potere diminuì considerevolmente. Non solo Cutolo, ma anche molti altri gruppi camorristici hanno compreso lo spostamento dei rapporti di forza causati dalla morte di Casillo. Molti affiliati della NCO abbandonarono l’organizzazione e si allearono con la Nuova Famiglia.

### Strage di Sant'Alessandro
Nel 1983, il clan diventa sempre più potente, eliminati i resti della NCO apre una stagione di lotta contro i Nuvoletta-Corleonesi. Uno degli episodi più tristi di questa faida è la nota strage del 26 agosto 1984 passata alla storia come la strage di Sant'Alessandro: un commando composto da almeno 14 persone arriva a Torre Annunziata a bordo di un pullman e di due auto, entra nel circolo dei pescatori, apre il fuoco, uccide 8 persone appartenenti al clan Gionta e ne ferisce 7. 
Per la strage, Alfieri venne ergastolano in primo grado ma verrà assolto in appello grazie alla corruzione del procuratore Armando Cono Lancuba.

### Espansione
La Nuova Famiglia, con Alfieri che ha sempre l'ultima parola nel "direttivo", si è data alcune regole fondamentali tra le quali quelle di non praticare mai estorsioni a commercianti né traffici di stupefacenti né sequestri che possano attirare l'attenzione delle forze dell'ordine, un modus operandi opposto a quello di Cutolo che aveva seminato il terrore con estorsioni a piccoli negozianti. 
Alfieri puntò quindi al business degli appalti avendo intuito che avrebbero fruttato moltissimo.
Tra la prima e la seconda metà degli anni ottanta il clan si espande in provincia di Napoli e nelle altre province campane, principalmente verso Pomigliano d'Arco, verso l'Agro nocerino-sarnese, lungo la costa tra Torre Annunziata e Castellammare di Stabia, verso l'area del Vesuvio, nei comuni di Somma Vesuviana, Sant'Anastasia e Volla, sino alle città di Napoli e Salerno. Il clan stringe nuove alleanze: con i Galasso di Poggiomarino, con gli Anastasio di Sant'Anastasia, con i Moccia di Afragola, con il clan Vangone-Limelli di Boscoreale/Boscotrecase e con altre preminenti personalità camorristiche emergenti, quali Ferdinando Cesarano e Luigi Muollo di Castellammare di Stabia, Biagio Cava di Quindici, Ciro D'Auria di Sant'Antonio Abate, Angelo Visciano di Boscoreale e Aniello Serino di Sarno. Questa estensione comportò numerosi conflitti e contrasti, scoppiati con le organizzazioni che si opponevano alla strategia imperialista del clan, come quelli con il cartello Nuvoletta-Gionta, con il clan D'Alessandro, i Licciardi (d'intralcio alle mire sulla zona occidentale di Napoli) e i Rosanova-Abbagnale che, ancorché ex cutoliani, continuavano ad esercitare la propria azione su Sant'Antonio Abate e dintorni, zona sulla quale gli Alfieri estendevano i loro interessi.

### Pentimento di Pasquale Galasso e Carmine Alfieri
Dopo essere diventato uno dei latitanti più ricercati di Camorra, Carmine Alfieri viene arrestato dai Carabinieri su soffiata del fidato Pasquale Galasso, arrestato il 9 maggio e pentitosi dopo poco tempo, l'11 settembre 1992 a Scisciano, all'interno del sotterraneo di una masseria locale, mentre è in compagnia del suo vice Marzio Sepe (arrestato per favoreggiamento, scarcerato dopo sei mesi e poi di nuovo arrestato il 6 settembre 1996) e del guardaspalle Gaetano Cesarano. Rinchiuso al 41 bis nel carcere di Pianosa, Alfieri decide di collaborare con la giustizia rivendicando la responsabilità, diretta e indiretta, in circa 150 omicidi, confessando insospettabili intrecci e protezioni a livello istituzionale, tirando in ballo uomini politici all'epoca assai in vista (Antonio Gava, Paolo Cirino Pomicino, Alfredo Vito, Vincenzo Meo e Raffaele Mastrantuono) e chiarendo la posizione del suo braccio destro, il mammasantissima Galasso, all'interno della Nuova Famiglia. A causa della sua collaborazione con gli inquirenti subirà numerosi lutti, tra i quali l'uccisione del figlio Antonio il 20 settembre 2002, di suo fratello Francesco l'11 dicembre 2004, di un nipote e del genero Vincenzo Giugliano il 18 dicembre 2007.

### La fine del clan e le ritorsioni contro Carmine Alfieri
- Il 6 settembre 1996 viene arrestato Marzio Sepe, erede di Alfieri.
- Il 22 marzo 1999, nelle campagne di Scisciano, nel corso di un sparatoria ingaggiata con i Carabinieri, rimane ucciso Giuseppe "Geppino" Autorino (Piazzolla di Nola, 1946 - Scisciano, 22 marzo 1999), luogotenente e sicario di Carmine Alfieri. Autorino, dopo gli arresti di Alfieri e Sepe, stava tentando di riorganizzare le file del clan. Era latitante dal 22 giugno del 1998, giorno in cui, unitamente al boss stabiese Ferdinando Cesarano, calandosi attraverso una botola, era riuscito nell'intento di evadere dall'aula bunker del tribunale di Salerno.

## Esponenti di maggior spessore
- Angelo Vincenzo Moccia, detto  Enzo, boss del sodalizio omonimo di Afragola, esponente del gotha del clan, molto legato a Pasquale Galasso;
- Antonio Malventi, di Fuorigrotta, precedentemente legato al boss Umberto Ammaturo, si legò in seguito a Carmine Alfieri, divenendone il luogotenente nella zona di Fuorigrotta;
- Ferdinando Cesarano, da Castellammare di Stabia, luogotenente di Carmine Alfieri e boss del clan Cesarano, egemone tra Castellammare e Pompei;
- Fiore D'Avino, di Somma Vesuviana, capo dell'omonimo clan sommese;
- Giuseppe Autorino, soprannominato Geppino, da Piazzolla di Nola, braccio destro e killer di Carmine Alfieri;
- Giuseppe Ruocco, detto Peppe, di Piazzolla, poi ucciso per ordine di Carmine Alfieri stesso;
- Luigi D'Avino, fratello di Fiore;
- Marzio Sepe, da Marzano di Nola, luogotenente e killer di Carmine Alfieri, di cui era considerato l'erede;
- Pasquale Galasso, fedelissimo e vice di Carmine Alfieri, boss del clan Galasso di Poggiomarino, legato agli Alfieri, si vincolò particolarmente ad Angelo Moccia;
- Pasquale Loreto, di Scafati, capo del clan omonimo;
- Pasquale Russo, boss dell'omonimo clan nolano;
- Raffaele Carlo Tufano, detto Camera d'aria, luogotenente di Carmine Alfieri;
- Salvatore Alfieri, da Saviano, fratello di Carmine, ucciso nel dicembre del 1981 nella sua osteria di Pompei, per mano di killer nella NCO;
- Salvatore Russo, boss del clan omonimo, legato agli Alfieri, a capo di un gruppo attivo particolarmente nei comuni a nord del comune di Nola e nel mandamento baianese;
- Salvatore Serra, da Pagani, soprannominato Cartuccia, figlioccio di Carmine Alfieri, capo di un gruppo satellite operante in alcuni comuni dell'agro nocerino-sarnese, in lotta col clan del cutoliano Salvatore Di Maio.
- Fabbrocino Mario